# Jung Ho-yeon

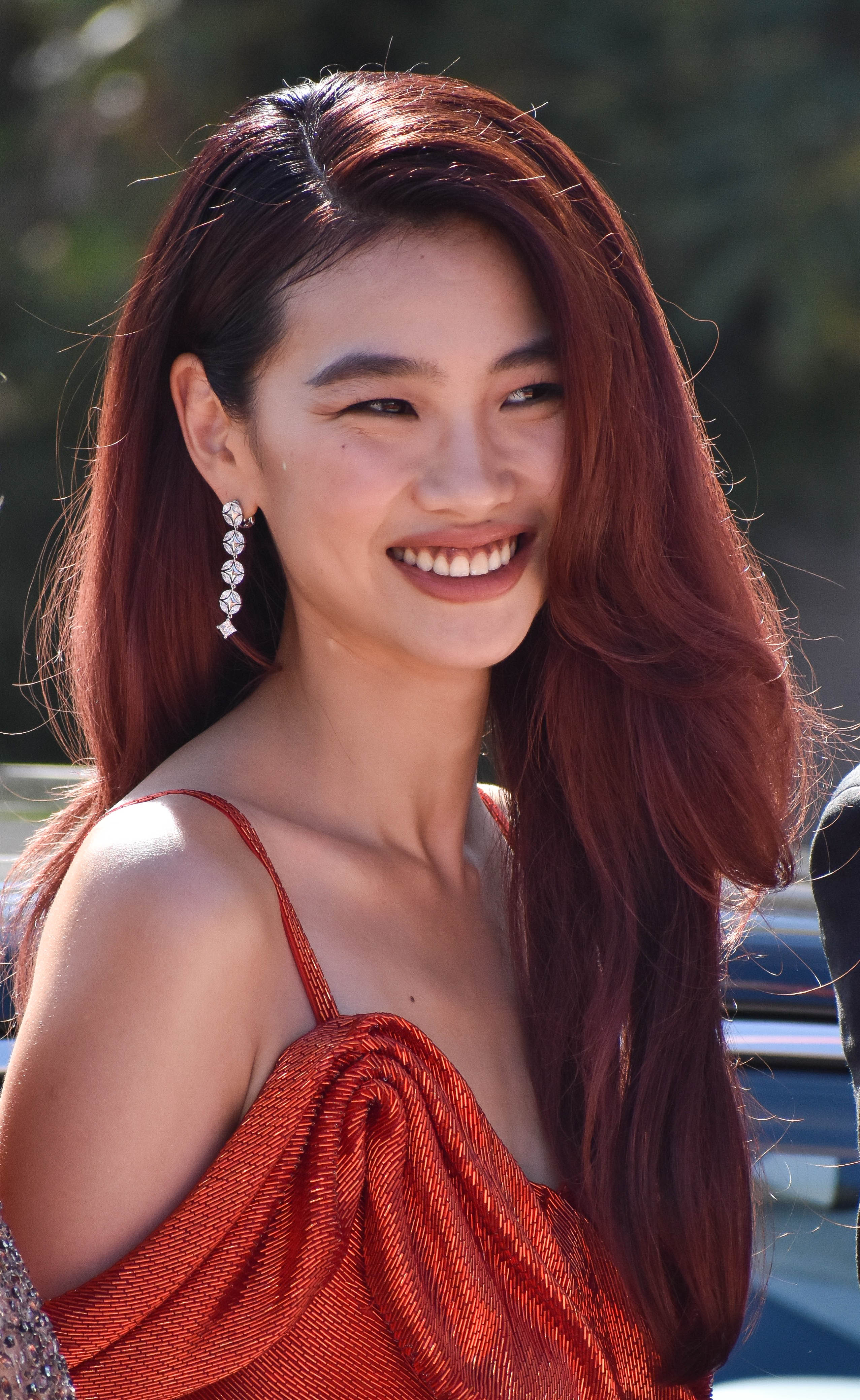
Ho-yeon na festiwalu w Wenecji (2024)

Jung Ho-yeon (kor. 정호연; ur. 23 czerwca 1994 w Seulu) – południowokoreańska modelka i aktorka.

## Kariera

### Modeling
Ho-yeon została modelką w wieku 16 lat. Pozowała na Seoul Fashion Week, zanim podpisała kontrakt z ESteem Models. Później pojawiła się w magazynach takich jak Vogue Girl Korea, Nylon Korea i ELLE Wedding. Pojawiła się również w magazynie First Look Korea z Shin Hyun-ji i Hwang Hyun-joo oraz w kampanii Lucky Chouette.
Zajęła drugie miejsce w czwartym sezonie Korean’s Next Top Model.
W 2016 zaczęła pracować dla Louisa Vuittona. W tym okresie była także modelką Marca Jacobsa, Fendi, Maxa Mary, Alberty Ferretti i Rag & Bone. Później pracowała dla firm takich jak Jeremy Scott, Dolce & Gabbana, Chanel, Miu Miu, czy Paco Rabanne.
Pojawiała się w reklamach Sephory „Let’s Beauty Together”, Chanel, Gap, Inc., Hermès i Louis Vuitton.
W 2017 firma Models.com wybrała ją odpowiednio jako „Top Newcomer” i „Modelka Roku”.
W 2021 jej zarobki z modellingu były szacowane na 4 miliony dolarów.

### Aktorstwo
13 stycznia 2020 ogłoszono, że Jung podpisała kontrakt z Saram Entertainment jako aktorka.
17 września 2021 na platformie Netflix miał premierę serial Squid Game, w którym Jung gra rolę Kang Sae-byeok (gracza nr 067). Produkcja ta przyniosła przełom w jej karierze aktorskiej.

## Życie prywatne
Ukończyła Dongduk Women’s University.
W latach 2015–2024 była w związku z aktorem Lee Dong-hwi. 

## Filmografia

### Filmy
| Rok | Tytuł           | Rola     | Uwagi           | Źr.    |
| --- | --------------- | -------- | --------------- | ------ |
|     | The Governesses |          | w postprodukcji | [ 17 ] |
|     | Hope            | Seong-ae | w postprodukcji | [ 18 ] |

### Seriale
| Rok  | Tytuł                     | Rola                 | Źr.    |
| ---- | ------------------------- | -------------------- | ------ |
| 2021 | Squid Game                | Kang Sae-byeok (067) | [ 19 ] |
| 2022 | Chicken Nugget            | Cameo                | [ 20 ] |
| 2024 | Sprostowanie (Disclaimer) | Jisoo                | [ 21 ] |